# Rondônia
Le Rondônia (prononcé en portugais : [ʁõˈdonjɐ]) est un État du Brésil, dont la capitale est Porto Velho. En 2019, l'État, qui compte 0,8 % de la population brésilienne, est responsable de 0,6 % du PIB du pays,,,.
Il se situe entre les États voisins d'Amazonas et du Mato Grosso d'une part et la Bolivie d'autre part.

## Géographie

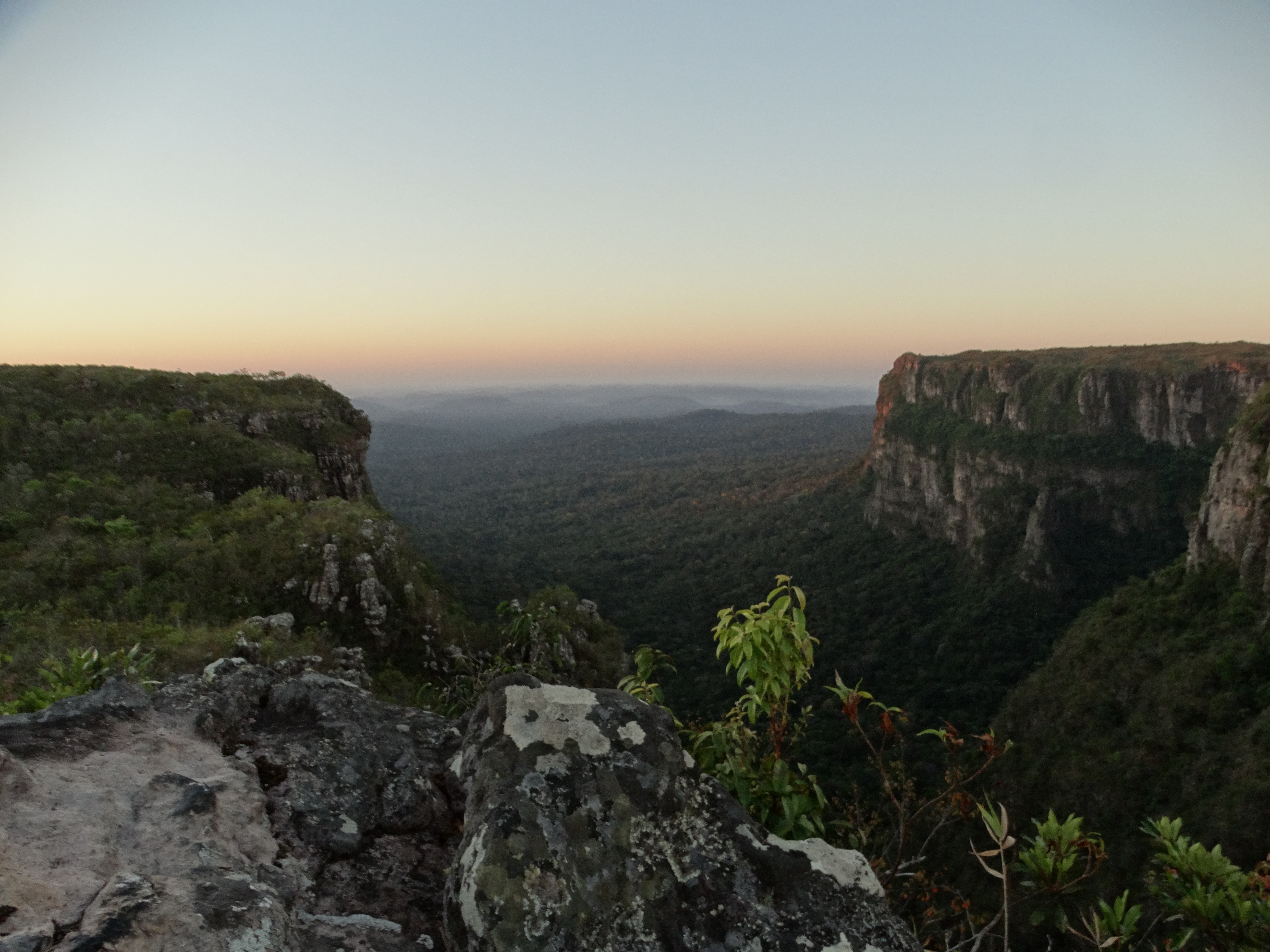
Parc national de Pacaás Novos.

Ses villes les plus importantes sont : Porto Velho, Guajará-Mirim, Ji-Paraná, Ariquemes, Cacoal et Vilhena.
Son territoire est doucement ondulé ; 94  % du territoire se trouve entre des altitudes de 100 à 600 m.
Les rios Madeira, Ji-Paraná, Guaporé et Mamoré sont les cours d'eau principaux qui arrosent cet État. L'État tire son nom du maréchal Cândido Rondon, explorateur du Mato Grosso et de l'Amazonie occidentale.

## Environnement
En 2018, le lobby agroalimentaire de la Bancada ruralista fait annuler la protection de 11 des zones protégées de l’État soit environ 600 000 ha.
Au début des années 1990, seuls 2 % des forêts du Rondônia avaient été abattues ; aujourd’hui, la destruction touche 28,5 % des terres, le niveau le plus élevé de tous les États amazoniens. Ces accaparements de terres par des compagnies d'exploitation forestière et des éleveurs provoquent des conflits avec des groupes autochtones et font craindre une escalade de la violence dans la région.
Le 9 septembre 2020, alors qu'une équipe de la Fondation nationale de l'Indien (FUNAI) est chargée de protéger les territoires de peuples non contactés dans l’État du Rondônia, Rieli Franciscato, expert et coordinateur de cette équipe, est tué par un groupe d'Amérindiens non contactés à la frontière du territoire des Uru Eu Wau Wau,.

## Climat et hydrographie

Rondônia selon la classification climatique de Köppen.

Le Rondônia a un climat tropical humide avec une saison sèche peu marquée (Köppen's Am). Les précipitations varient de 1 900 mm au sud à 2 500 mm au nord. La température reste élevée tout au long de l'année, avec des moyennes annuelles supérieures à 26 °C.
Toutes les rivières de l'État appartiennent au bassin de la rivière Madère, un affluent de l'Amazone. Le chapadão forme la ligne de partage des eaux entre les rivières qui se jettent directement dans la Madère, situées dans la partie orientale de l'État, et celles de la région occidentale, qui se jettent dans le Mamoré et le Guaporé.
Environ soixante-dix pour cent de la surface de Rondônia est couverte par la forêt amazonienne. Les trente pour cent restants correspondent aux cerrados et cerradões qui couvrent la surface tabulaire du plateau.

## Santé
Selon les données de 2009, l'État comptait 720 établissements hospitaliers, avec 3 381 lits. Parmi ces établissements hospitaliers, 354 étaient publics, dont 332 municipaux, 18 étatiques et 4 fédéraux. 366 établissements étaient privés, dont 351 à but lucratif et 15 à but non lucratif. 96 formations sanitaires étaient spécialisées, avec une hospitalisation totale, et 498 unités dispensaient des soins ambulatoires. En 2005, 36 % de la population de Rondônia avait accès au réseau d'eau, tandis que 48,3 % avait accès au réseau d'égouts sanitaires. La même année, il a été constaté que l'État comptait au total 462,1 lits d'hôpitaux par habitant. En 2011, l'État comptait 11,1 médecins pour chaque groupe de 10 000 habitants.

## Économie

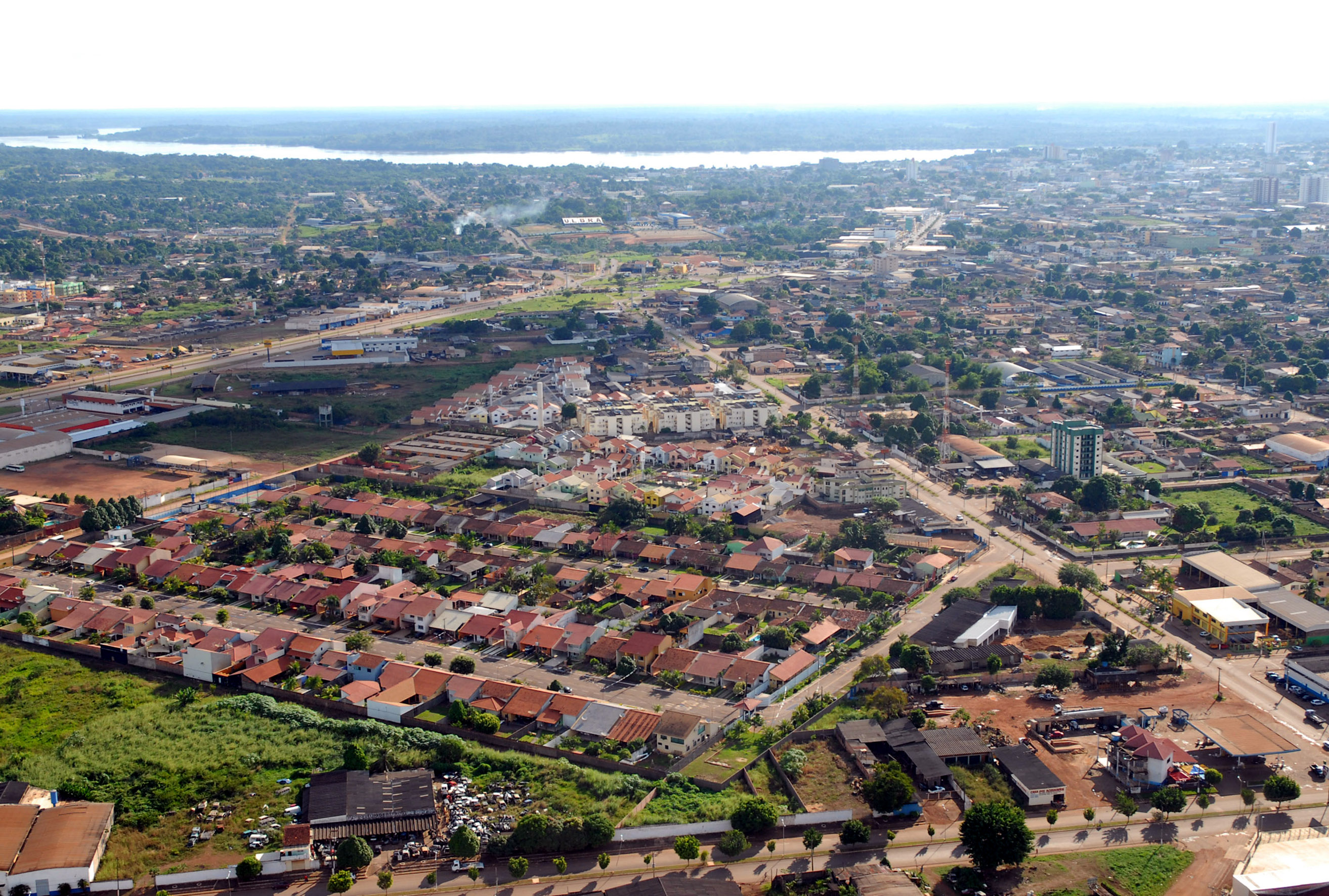
Porto Velho, capitale de l'État, en 2007.

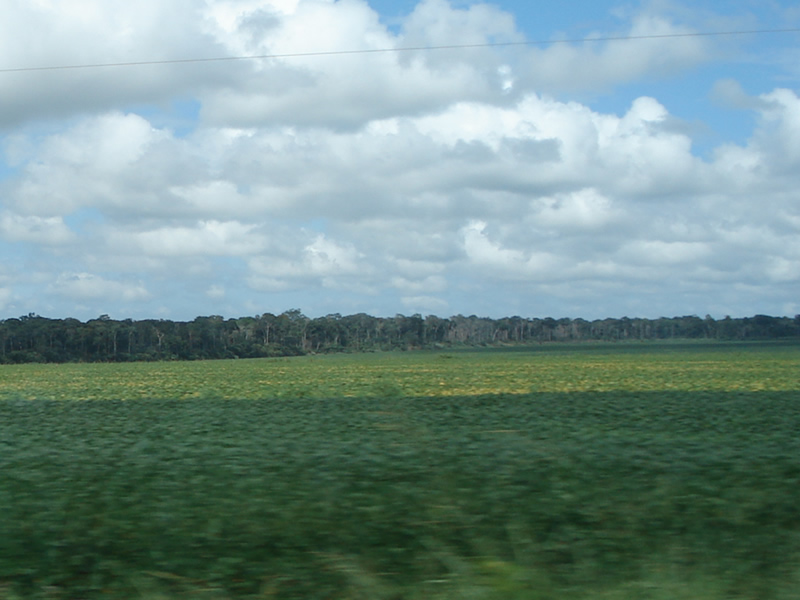
Soja à Ji-Paraná.

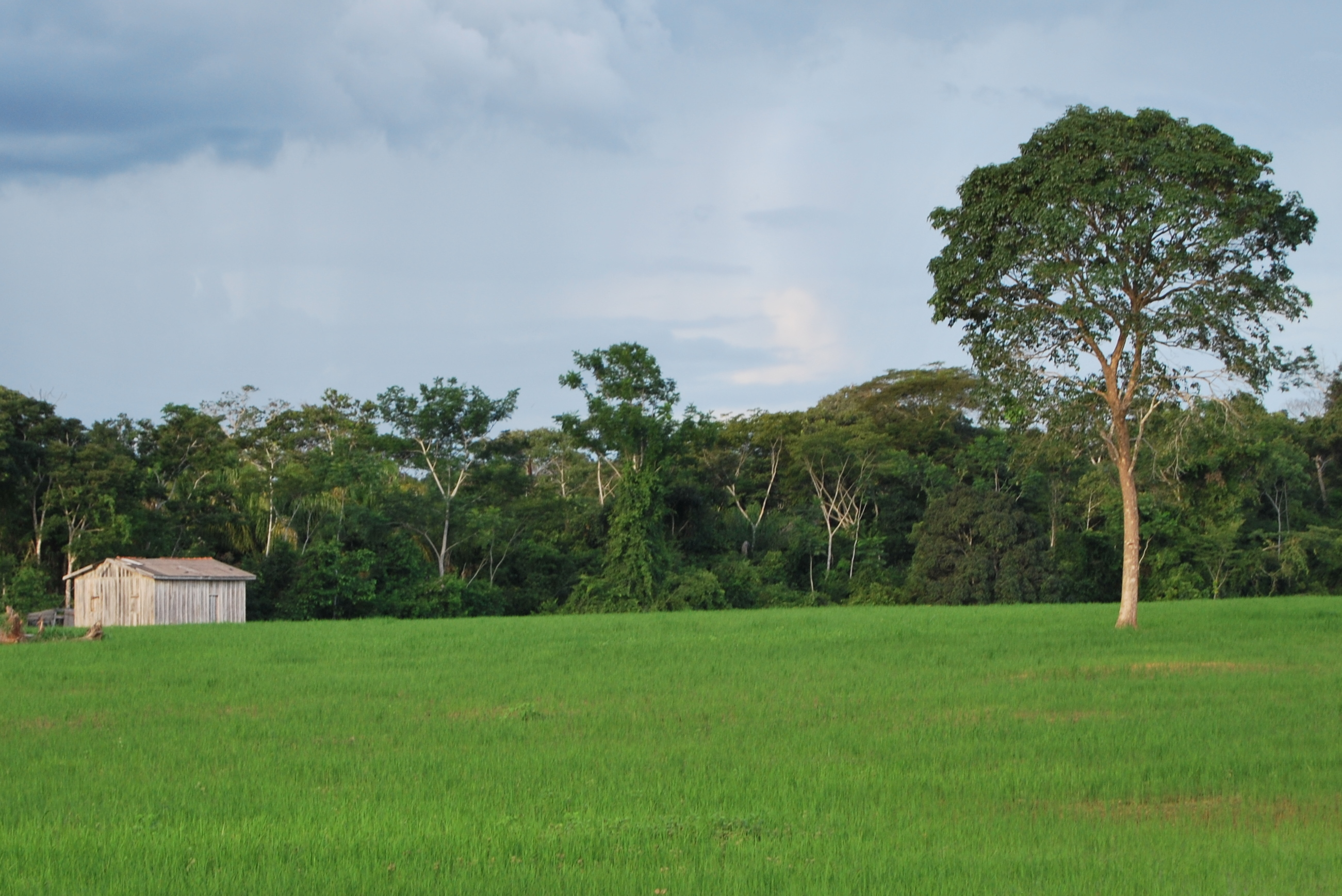
Riz à Presidente Médici.

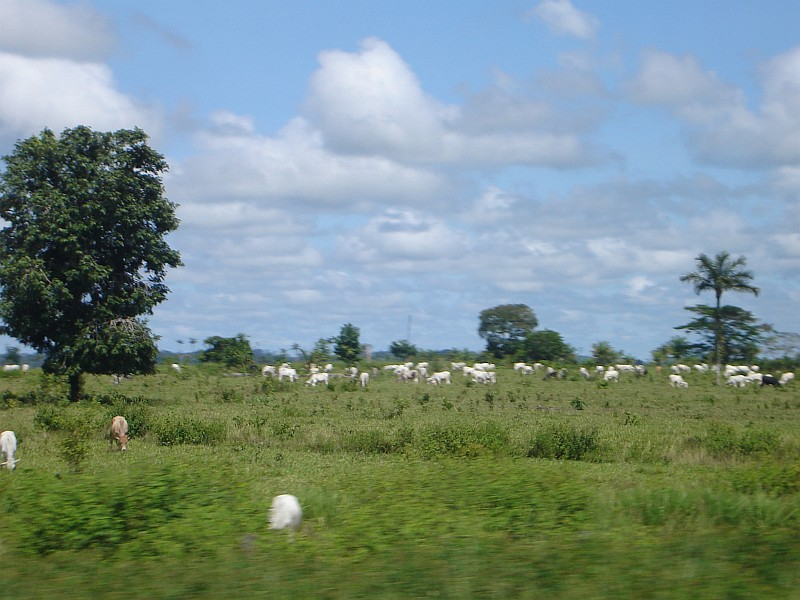
Pâturages à la périphérie de la ville de Ji-Paraná.

À partir des années 1970, l'État a attiré des agriculteurs du centre-sud du pays, stimulés par les projets de colonisation du gouvernement fédéral et la disponibilité de terres bon marché et fertiles. Le développement des activités agricoles a transformé la région en l'une des principales frontières agricoles du pays et l'une des régions les plus prospères et les plus productives du nord du Brésil. L'État se démarque par la production de café (premier producteur au Nord et 5e au Brésil), cacao (2e producteur au nord et 3e au Brésil), haricot (2e producteur du Nord), maïs (2e producteur de la région Nord), soja (3e producteur de la région Nord), riz (3e producteur de la Région Nord) et manioc (4e producteur de la région Nord).
Dans la production de café, Rondônia était, en 2019, le 5e producteur du pays, étant le 2e producteur de Coffea canephora, obtenant un total de 2,3 millions de sacs de 60 kg de café (près de 138 000 tonnes) cette année.
En soja, lors de la récolte brésilienne de 2019, Rondônia a récolté 1,2 million de tonnes, 3e dans la région Nord,,.
En 2019, l'État a produit 805 000 tonnes de maïs, la deuxième plus grande production de la région du nord, perdant seulement Tocantins.
Dans la production de manioc, le Brésil a produit un total de 17,6 millions de tonnes en 2018. Rondônia était le 11e producteur le plus important du pays, avec 583 000 tonnes.
En 2018, Rondônia a produit 124 000 tonnes de riz.
Dans la production de cacao, Pará était en concurrence avec Bahia pour le leadership de la production brésilienne. En 2019, le Pará a récolté 135 000 tonnes de cacao et les Bahians ont récolté 130 000 tonnes. Rondônia est le 3e producteur de cacao du pays, avec 18 000 tonnes récoltées en 2017,.
En 2017, l'État disposait d'un troupeau de bovins de 14 millions de têtes de bovins (73,37 % pour le bœuf et le reste pour les produits laitiers), le deuxième plus grand troupeau du Nord, le deuxième après Pará, étant le 6e plus grand du pays, 5e pour les exportations de viande et 8e pour la production de lait. La production de lait de l'État en 2018 était d'environ 800 millions de litres, le plus grand producteur du Nord,.
En 2017, Rondônia détenait 0,62 % de la participation minière nationale (8e place dans le pays). Rondônia avait une production de étain (10 900 tonnes d'une valeur de 333 millions de réaux), or (1 tonne d'une valeur de 125 millions de réaux), niobium (en sous forme de columbita-tantalita) (3 500 tonnes à 24 millions de réaux) et zinc sous forme brute (26 000 tonnes à 27 millions de réaux) En outre, dans les pierres précieuses, l’État a production de grenat,.
Dans l'industrie, Rondônia avait un PIB industriel de 8,2 milliards de réaux en 2017, soit 0,7 % de l'industrie nationale. Il emploie 49 944 travailleurs dans l'industrie. Les principaux secteurs industriels sont: les services industriels d'utilité publique, tels que l'électricité et l'eau (54,4 %), la construction (19,2 %), l'alimentation (17,6 %), le bois (1,8 %) et les minéraux non métalliques (1,2 %). Ces 5 secteurs concentrent 94,2 % de l'industrie de l'État.

## Cuisine
Parce que Rondônia reçoit des gens de plusieurs États du Brésil, sa cuisine est très diversifiée. En cuisine, le poisson et la farine amazonienne, la polenta du Paraná, le barbecue du Rio Grande do Sul et le tereré du Mato Grosso sont largement consommés. De plus, une collation salée très courante est la saltenha, d'origine bolivienne.

## Énergie

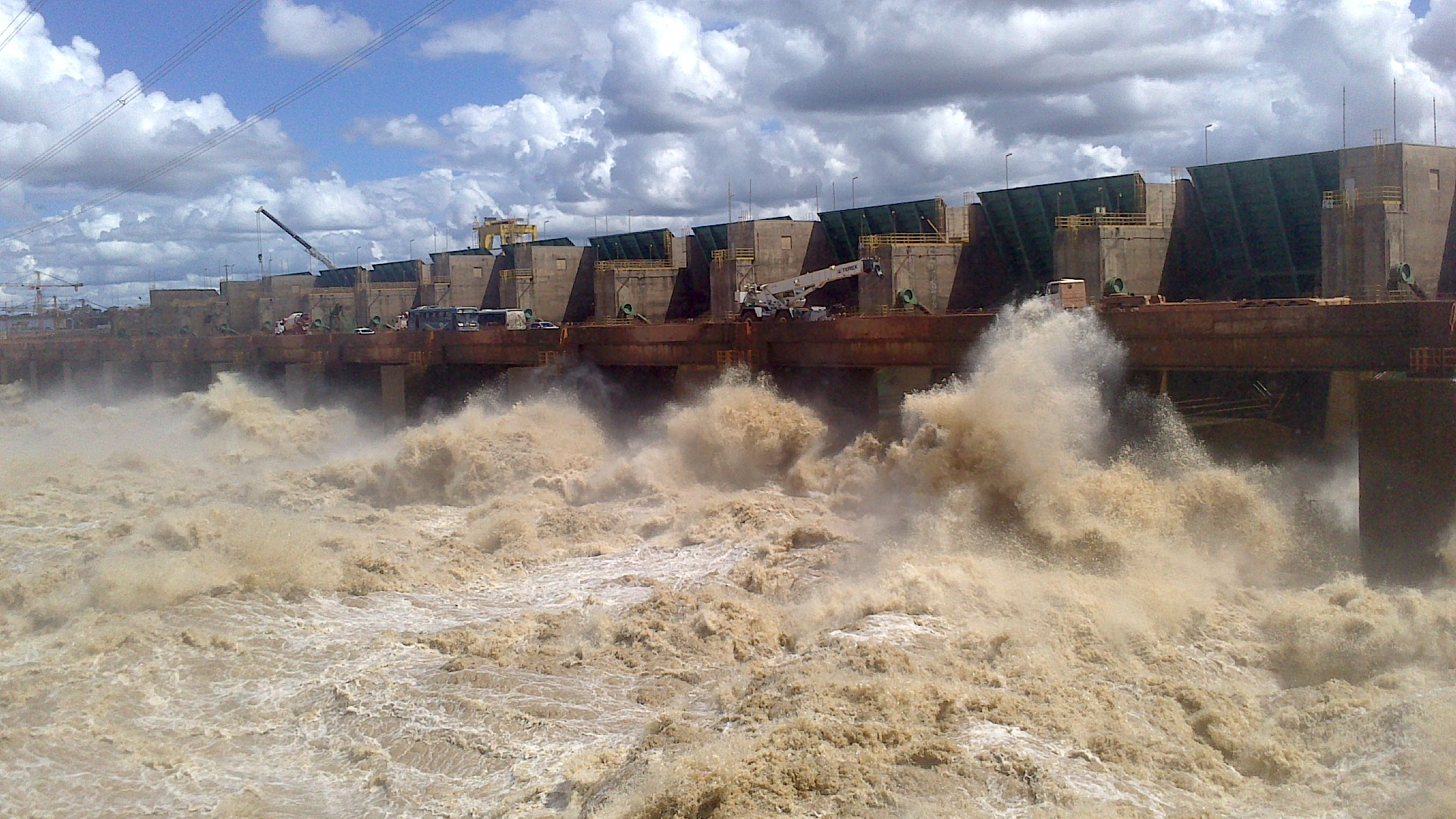
Barrage de Santo Antônio.

En plus d'avoir la centrale hydroélectrique Samuel, située dans la municipalité de Candeias do Jamari, construite dans les années 1980 pour répondre à la demande énergétique des États de Rondônia et d'Acre, ainsi que plusieurs petites centrales hydroélectriques (PCH), ont été construites dans la rivière Madère, les centrales hydroélectriques de Santo Antônio et Jirau, qui ensemble ont une capacité installée de 7 318 MWh, soit environ la moitié de l'énergie générée par le Centrale hydroélectrique d'Itaipú. Rondônia était le 5e État avec la puissance hydroélectrique la plus installée au Brésil en mai 2022, avec 7,7 GW.

## Transport

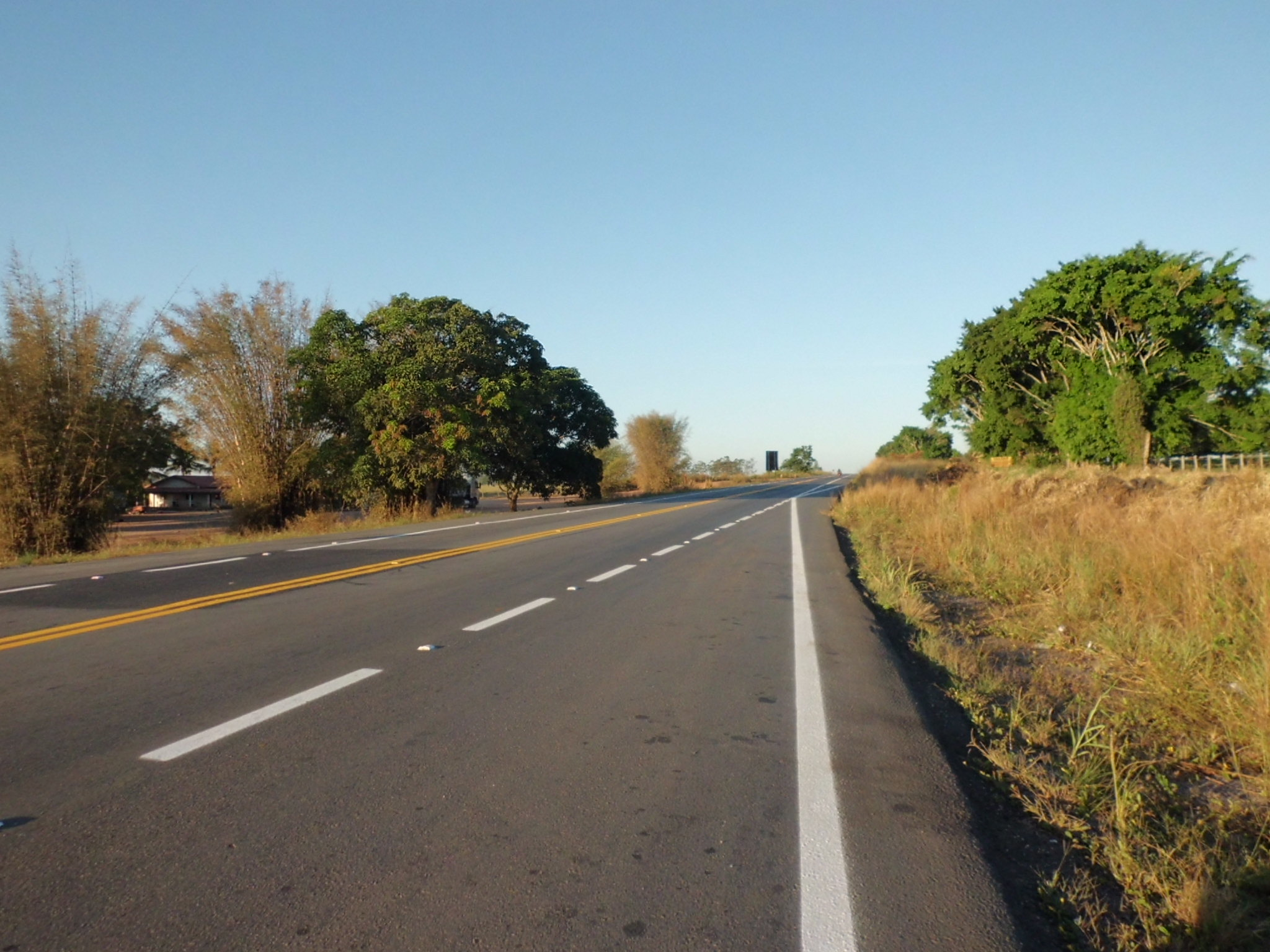
BR-364 dans Cacoal.

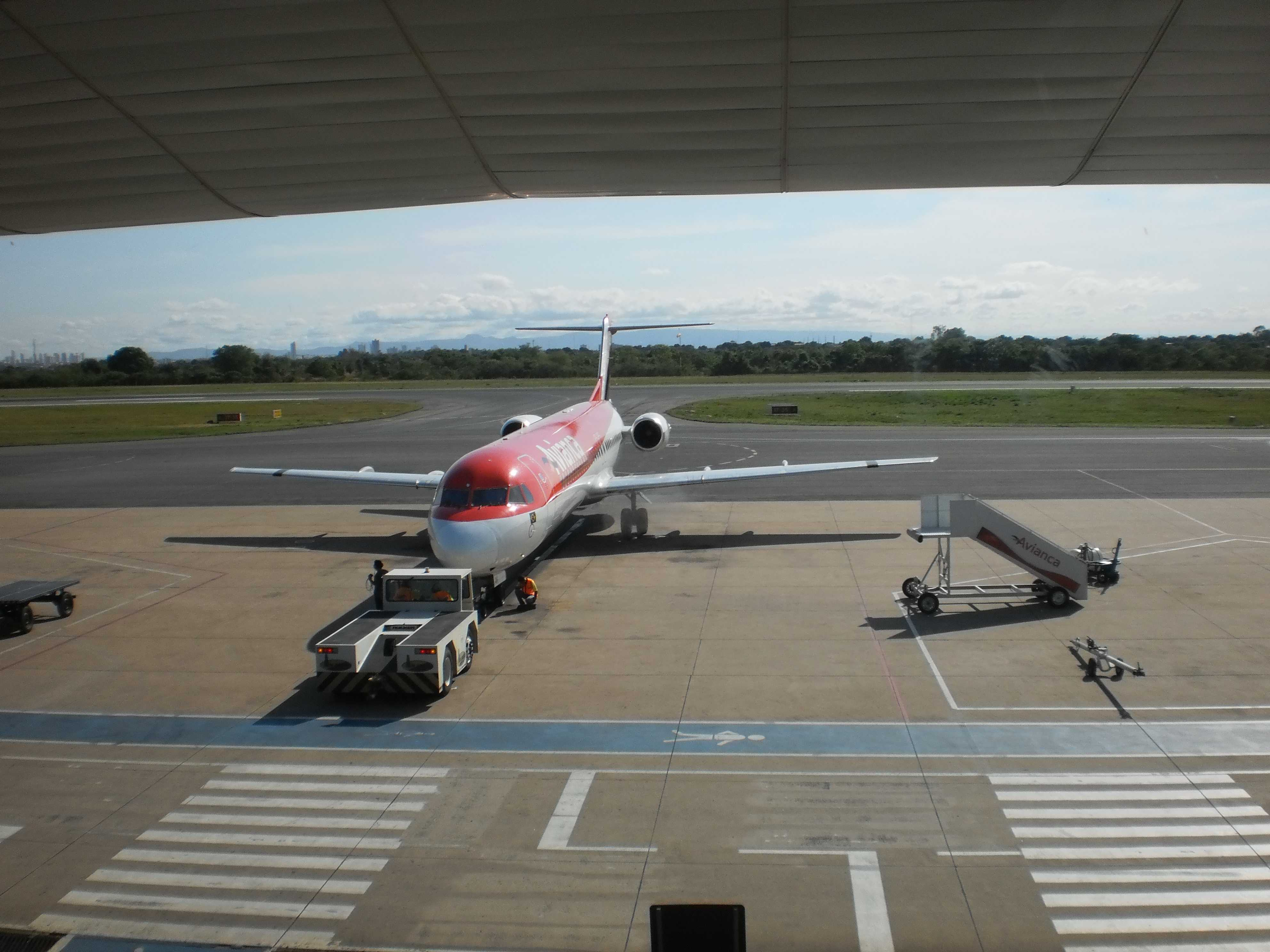
Aéroport international de Porto-Velho.

En 2022, Rondônia comptait environ 11 000 km de routes appartenant à l'État lui-même et 2 021 km d'routes fédérales. Près de la capitale, il y a environ 50 km de autoroutes. L'autoroute principale de l'État est BR-364,.
L'aéroport international Governador Jorge Teixeira, à Porto Velho, est le plus fréquenté de l'État de Rondônia, ou le 3e de la région nord, et l'un des deux 30 plus fréquentés du pays. À l'intérieur de l'État, les trois principaux aéroports sont l'aéroport José Coleto, à Ji-Paraná, ou l'aéroport Brigadeiro Camarão, à Vilhena, et l'aéroport Capital do Café, à Cacoal.
Le Rondônia est un État du Brésil, dont la capitale est Porto Velho. En 2019, l'État, qui compte 0,8 % de la population brésilienne, est responsable de 0,6 % du PIB du pays,,,.
Il se situe entre les États voisins d'Amazonas et du Mato Grosso d'une part et la Bolivie d'autre part.

## Topographie

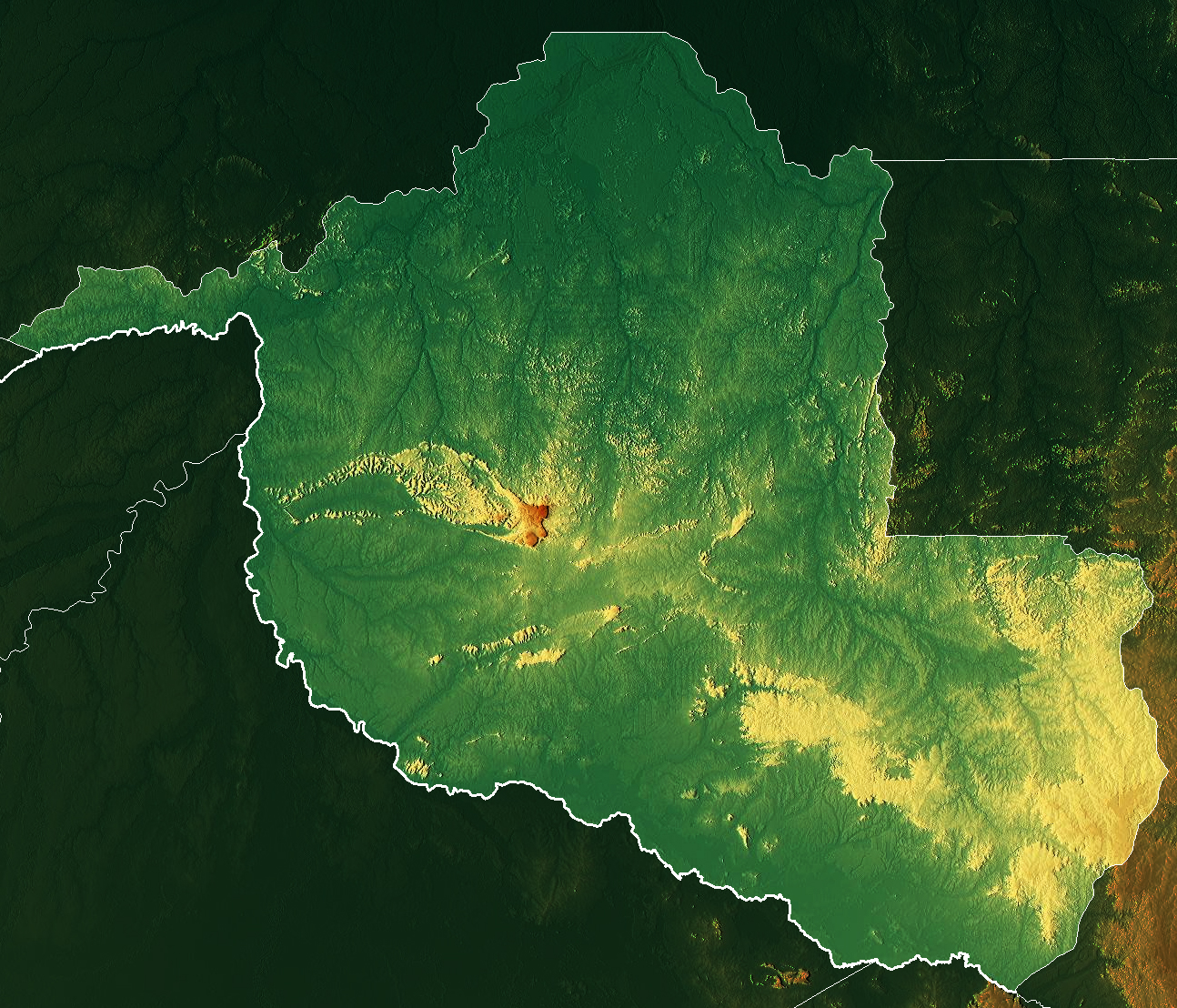
Carte topographique de Rondônia

Environ 66% de la surface du territoire se situe entre 100 et 300 m d'altitude ; trente pour cent, entre 300 et 800 m ; et quatre pour cent en dessous de 100 m. Trois unités composent le tableau morphologique : le plateau cristallin, le plateau et la plaine alluviale.
Le plateau cristallin occupe la majeure partie de l'état. Son relief vallonné, creusé dans des roches cristallines, constitue une extension, au nord-ouest, du versant nord du plateau central brésilien. Le chapadão, qui s'élève sur le plateau cristallin, a une topographie tabulaire découpée dans un terrain sédimentaire et atteint les niveaux altimétriques les plus élevés de Rondônia.
De forme allongée, elle traverse l'état du sud-est au nord-ouest, avec le nom, à l'extrémité nord-ouest, de Serra ou Chapada dos Parecis et Serra dos Pacaás Novos. La plaine alluviale forme une étroite bande de terrain plat, sujette aux inondations, qui se développe le long du cours de la rivière Guaporé.